# 임영우 (축구인)
임영우(林暎佑, 1987년 4월 9일~)는 대한민국의 전직 축구 선수이다. 현역 시절 포지션은 수비수였다.

## 구단 경력
수원대학교 출신으로 2010 K리그 드래프트에서 번외지명 되면서 수원 삼성 블루윙즈에 입단했다. 하지만 2010시즌 동안 출전을 기록하지는 못했다.
2011시즌을 앞두고 싱가포르의 베일스티어 칼사로 이적하였다. 2011시즌 동안 21경기에 출전해 1골을 기록하였다.

## 은퇴 후
2014-15시즌을 앞두고 잉글랜드 12부리그의 한인 팀인 ACTS FC의 코치로 부임했다.